# Juraj V. Zrinski
Juraj V. Zrinski (mađ. Zrínyi György) (Čakovec, 31. siječnja 1598. - Požun, 18. prosinca 1626.), grof, hrvatski ban i vojskovođa iz velikaške obitelji Zrinski.

## Život
Bio je sin Jurja Zrinskog IV. (koji je 1574. godine u Nedelišću dao tiskati poznatu knjigu Decretum tripartitum) i grofice Sofije Zrinski rođ. Stubenberg. Slavni Jurjev djed Nikola Šubić Zrinski Sigetski poginuo je junački braneći mađarsku tvrđavu Siget od turskog napada.
Grof Juraj V. Zrinski bio je hrvatski ban od 1622. godine do svoje smrti 1626. godine. 
U ranoj mladosti odgojen u protestantskoj (luteranskoj) vjeri, Juraj je kasnije prešao na katoličanstvo, te protjerao protestantske propovjednike sa svojih posjeda i obnovio katoličke župe. Najviše je boravio u Ozlju, a od 1625. godine, kada mu je umro stariji brat Nikola VI., trajno se preselio na svoj posjed u Međimurju, u utvrđeni dvorac Čakovec.
Dana 15. studenoga 1622. godine Juraj Zrinski imenovan je hrvatskim banom. U svoje vrijeme bio je poznat kao hrabar i neustrašiv ratnik, ali i po tome što je bio nadmen i imao britak jezik. Osobito se proslavio u bitki s Turcima kod Palanke, a poznati su njegovi uspješni vojni pohodi 1624. godine na Kostajnicu i Jasenovac, gdje je zadao teške poraze Osmanlijama.
Bio je oženjen groficom Magdalenom Széchy i imao dva sina, Nikolu VII. i Petra IV., koji su kasnije postali istaknuti hrvatski banovi i obojica umrli nasilnom smrću, cijeli se život boreći za Hrvatsku.
Juraj je umro u vojnom taboru u Požunu (današnja Bratislava u Slovačkoj), gdje je sudjelovao sa svojom postrojbom u Tridesetogodišnjem ratu. Povijesni izvori govore da je bio otrovan po nalogu austrijskog carskog generala Albrechta von Wallensteina, nakon što je došlo do njihovog verbalnog sukoba. Pokopan je u obiteljskoj grobnici Zrinskih u kompleksu pavlinskog samostana u Svetoj Jeleni, lokalitetu udaljenom dva kilometra sjeverno od Čakovca.

## Vanjske poveznice
- Juraj V. Zrinski Hrvatska enciklopedija
- Jurjeve bitke s Turcima

| Prethodnik:          | Hrvatski ban (1622. - 1626.) | Nasljednik:    |
| Nikola IX. Frankapan | Hrvatski ban (1622. - 1626.) | Žigmund Erdödy |